# Biblioteca A. S. Pushkin (Sochi)
La Biblioteca municipal Aleksandr Serguéyevich Pushkin (del ruso: Городска́я библиоте́ка и́мени Алекса́ндра Серге́евича Пу́шкина) es una de las bibliotecas más antiguas de la ciudad de Sochi y está situada en el distrito central de la ciudad, capital de la unidad municipal de la ciudad-balneario de Sochi del krai de Krasnodar, en el sur de Rusia.
Está situada en el centro de la ciudad, en los jardines Pushkin. Actualmente la biblioteca es una filial de la Biblioteca Central Urbana. Cuenta con un acervo que comprende 70 000 libros y revistas. La asistencia anual a la biblioteca ronda los 60 mil usuarios al año.

## Historia
La biblioteca A. S. Pushkin es una de las primeras bibliotecas de la costa del Cáucaso. Fue creada por los habitantes de la ciudad en 1899, en la víspera de la celebración del centenario del nacimiento del poeta Aleksandr Pushkin. Inicialmente se instaló en la Casa del Pueblo de la Sociedad de Subsidio a los Pobres y funcionaba como una biblioteca y sala de lectura gratuita. Se determinó, por el estatuto de la biblioteca del 2 de noviembre de 1899 el fin de la creación de la biblioteca: «satisfacer el amor, que existe en la población local, a la adquisición de noticias útiles y conocimientos en diferentes temáticas: religioso-moral, socio-económico, higiénico, instrucción...». En noviembre de 1905 se preparó un nuevo proyecto de estatuto para su aprobación por el virrey del Cáucaso, el conde Ilarión Vorontsov-Dáshkov.
El 27 de mayo de 1912 la biblioteca se trasladó a un nuevo edificio construido con las donaciones de los ciudadanos. El proyecto estuvo a cargo del arquitecto A. Y. Butkin. La construcción y el desarrollo de la biblioteca fue posible gracias a la ayuda de muchos intelectuales y empresarios representativos de Sochi: E. P. Maikovoi, F. G. Jadzhi-Markov, M. S. Zernov, O. V. Vereschagin, S. I. Sutugin, A. A. Tijomirov, P. P. Kartushin, М.М. y M.A. Zenzinov, la familia Dorovatovski y otras, aportaron contribuciones considerables al presupuesto de la biblioteca, donando a su fondo una colección de libros y revistas. Miembros honorarios de la biblioteca fueron el conde Serguéi Witte y el exministro de agricultura Alekséi Yermólov. El fondo de libros de la biblioteca incluía en 1909, 1956 ejemplares, en 1914, 4000 ejemplares, y en 1917, 7229 ejemplares.
Desde el 1 de julio de 1920, en concordancia con la decisión de la asamblea general de los miembros de la biblioteca sobre la nacionalización voluntaria, por orden del Departamento de Instrucción Pública del Comité Revolucionario Regional de Sochi del 3 de septiembre de 1920 la Biblioteca Pública A. S. Pushkin fue declarada estatal. 
El edificio que ha albergado a la biblioteca permanentemente desde hace ya más de cien años, es un monumento histórico y cultural de la ciudad de Sochi, un monumento de la arquitectura de los edificios públicos, con protección del Estado desde 1975.
Actualmente, la biblioteca A. S. Pushkin propone a los lectores un servicio de abono. La biblioteca organiza veladas literarias y musicales, exposiciones de libros y otras actividades culturales.